# Saint-Sigismond (Loiret)
Saint-Sigismond település Franciaországban, Loiret megyében. Lakosainak száma 270 fő (2022. január 1.). Saint-Sigismond Épieds-en-Beauce, Gémigny, Saint-Péravy-la-Colombe és Tournoisis községekkel határos.

## Népesség
A település népessége az elmúlt években az alábbi módon változott:
| Lakosok száma | 244  | 225  | 224  | 266  | 301  | 271  | 262  | 267  | 270  | 270  |
|               | 1968 | 1982 | 1990 | 2006 | 2013 | 2015 | 2017 | 2019 | 2020 | 2022 |